# Bishopville (Dél-Karolina)
Bishopville település az Amerikai Egyesült Államok Dél-Karolina államában, Lee megyében, melynek megyeszékhelye is. Lakosainak száma 3024 fő (2020. április 1.).

## Népesség
A település népességének változása:

| 2010 | 3 471 |
| 2020 | 3 024 |